# جبل إدقس
جبل إدقس أو جبل قدس (التسمية التاريخية القديمة)، والملقب بـ"جبل عوف الأخضر"، أحد جبال الحجاز، ويبلغ ارتفاعه عن سطح البحر 2161 م (7089 قدم). يقع جنوب غرب المدينة المنورة، ويبعد عنها بحوالي 100 كم تقريباً، ويبعد أيضاً عن قرية اليتمة التي يتبعها أدارياً مسافة 25 كم تقريباً من جهة الغرب.
توجد به أشجار متنوعة، مثل: أشجار العرعر والنعناع الجبلي وغيرها وكذلك ويوجد أيضاً بهذا الجبل عين ماء تجري على مدار العام. ويمكن الوصول للجبل عن طريق الهجرة (مكة-المدينة) من مخرج اليتمه باتجاه الغرب، ويخدم هذا الطريق عدة قرى من ضمنها خلص، والسديرة، وفرشة الشامي.

## التاريخ
ما ذكرة المؤرخون

### البکري الاندلسي
قال البکري الاندلسي
.«بضمّ أوّله، وإسكان ثانيه، بعده سين مهملة: من جبال تهامة.
وهو جبل العرج يتّصل بورقان،
قال الأنبارىّ: قدس: مؤنّثة لا تجرى، اسم للجبل وما حوله فأمّا قول زهير: 
فإنّه أجراها ضرورة. ورجع: غدران، الواحد رجع .
وقدس ينقاد إلى المتعشى، بين العرج والسّقيا، ويقطع بينه وبين قدس الآخر الأسود عقبة يقال لها حمت. قاله السّكونى. قال: ونبات القدسين العرعر والقرظ والشوحط، وهما لمزينة وفيهما أو شال.
ومن حديث عكرمة عن ابن عبّاس أنّ رسول اللّه أقطع بلال بن الحارث المزنىّ معادن القبليّة، جلسبّها وغوريّها، إلى حيث يصلح الزرع من قدس.
وقال مزرّد بن ضرار لكعب بن زهير: 
ورواه ابن دريد: وأنت امرؤ من أهل قدس أوارة، على الإضافة.
وقال: قدس هذا الجبل: يعرف بقدس أوارة. وهذا وهم منه، لأنّ أوارة لبنى تميم غير شكّ من بلاد اليمامة، وإنما هو من أهل قدس وآرة؛ فقدس لمزبنة، وآرة لجهينة. وقال يعقوب: هما لجهينة. وقوله أحلّتك عبد اللّه: يعنى عبد اللّه بن غطفان. ومبهل: لهم. وقال يعقوب ابن السّكّيت: هما مبهلان: واديان يتماشيان من بين ذى العشيرة، وبين الحاجر، حتّى يفرغان في الرّمّة، كثير حمضهما، وهما لعبد اللّه بن غطفان. قال:
رهمان: واد أيضا يماشيهما. نقلت ذلك من خطّ يعقوب. وآرة التى ذكر:
جبل شامخ، يقابل قدسا الأسود، من عن يسار الطريق، وقال يعقوب:
قدس وآرة: لجهينة، بين حرة بنى سليم وبين المدينة.
وقال السّكونى: ينفجر من جوانب آرة عيون، على كلّ عين قرية.
فمنها قرية غنّاء يقال لها الفرع، وهي لقريش والأنصار ومزينة. ومنها قرية يقال لها المضيق، وقرية يقال لها المحضة، وقرية يقال لها خضرة، وقرية الفعو، يكتنف هذه القرى آرة من جميع جوانبها. وفي هذه القرى نخل وزرع، وهى من السّقيا على ثلاث مراحل، عن يسار مطلع الشمس، وواديها يصبّ في الأبواء، ثم في ودّان؛ وودّان: من أمّهات القرى، لضمرة وكنانة وغفار وفهر قريش، ثم في الطّريقة، وهى قرية ليست بالكبيرة على شاطئ البحر.
واسم وادى آرة حقيل، وقرية يقال لها خلص، وأخرى يقال لها ونعان.
قال الشاعر: 
ويقابل القدسين عن يمين الطريق للمصعد جبلان، يقال لهما نهبان؛ نهب الأسفل، ونهب الأعلى، وهما لمزينة، ولبنى ليث، فيهما شقص؛ وفي نهب الأعلى ماء عليه نخلات، يقال له ذو خيم؛ وفيه أو شال غير هذه البئر المذكورة.
ويفرق بين النّهبين. وبين قدس وورقان الطريق. وفيه العرج، ووادى العرج يقال له مسيحة، نباته المرخ والأراك والثّمام. ويتّصل بالقدسين جبال كثيرة ليست بشوامخ، تسمّى ذروة، وهى مذكورة في مواضعها.»

### الحمیري
قال الحمیري
«من جبال تهامة وهو جبل العرج، وقد لا يصرف، يجعل اسما للجبل وما حوله.»

### الحازمي الهمداني
قال الحازمي الهمداني
«وجبلان في الحجاز، يقال لهما القدسان: قدس الأبيض، وقدس الأسود، وهما عند ورقان، أما الأبيض فيقطع بينه وبين ورقان عقبه يقال لها ركوبه، وهو جبل شامخ، ينقاد إلى المتعشى، بين العرج والسقيا وأما قدس الأسود يقطع بينه وبين ورقان عقبه يقال لها "جمت"، والقدسان جميعاً لمزينه، وأموالهم ماشيه من الشاه والبعير، أهل عمود وفيهما أوشال كثيره، قاله الكندي.»

### الزمخشري
قال الزمخشري
«قُدس اُواره، جبل معروف.»

### یاقوت الحموي
قال ياقوت الحموي
«قدس بالضم ثم السكون قال الليث القدس تنزه الله عز وجل وهو جبل عظيم بأرض نجد قال ابن دريد قدس أوارة جبل معروف وأنشد الآمدي للبغيت الجهني 
قال الأزهري قدس وآرة جبلان لمزينة وهما معروفان بحذاء سقيا مزينة وقال عرام بالحجاز جبلان يقال لهما القدسان قدس الأبيض وقدس الأسود وهما عند ورقان فأما الأبيض فيقطع بينه وبين ورقان عقبة يقال لها ركوبة وهو جبل شامخ ينقاد إلى المتعشي بين العرج والسقيا وأما قدس الأسود فيقطع بينه وبين ورقان عقبة يقال لها حمت والقدسان جميعا لمزينة وأموالهم ماشية من الشاة والبعير وهم أهل عمود وفيها أوشال كثيرة.»

### عبد المؤمن البغدادي
قال عبد المومن البغدادي
«و قدس أوارة: جبل معروف. وقيل: هما جبلان لمزينة معروفان. قيل بالحجاز جبلان يقال لهما قدس الأبيض وقدس الأسود عند ورقان، يقطع بين ورقان والأبيض عقبة يقال لها حمت، وهما جميعا لمزينة.»

### السمهودي
قال الإمام السمهودي
«قدس (بالضم وسكون الدال المهملة)، قال الهجري: جبال قدس غربي ضاف من البقيع، وقدس: جبال متصلة عظيمة كثيرة الخير تنبت العرعر والخزم، وبهاتين وفواكه وفراع، وفيها بستان ومنازل كثيرة من مزينة، وسبق أن صدور العقيق ما دفع في النقيع من قدس، وذكر الأسدي أن الجبل الأيسر المشرف على عين القشيري يقال له قدس، أوله في العرج وآخره وراء هذه العين، وقال عرام: ورقان ينقاد إلى الجيّ بين العرج والرويثة، ويفلق بينه وبين قدس الأبيض ثنية بل عقبة يقال لها ركوبة، وقدس هذا ينقاد إلى المتعشى بين الفرع والسقيا، ثم يقطع بينه وبين قدس الأسود عقبة يقال لها حمت، والقدسان جميعا لمزينة.»